# Vojnić
Vojnić är en ort i Kroatien.   Den ligger i länet Karlovacs län, i den centrala delen av landet, 60 km söder om huvudstaden Zagreb. Vojnić ligger 141 meter över havet och antalet invånare är 1 162.
Terrängen runt Vojnić är platt åt nordväst, men åt sydost är den kuperad. Vojnić ligger nere i en dal. Runt Vojnić är det ganska tätbefolkat, med 54 invånare per kvadratkilometer. Närmaste större samhälle är Gvozd, 14,5 km öster om Vojnić. I omgivningarna runt Vojnić växer i huvudsak lövfällande lövskog.